# Sofie Ribbing

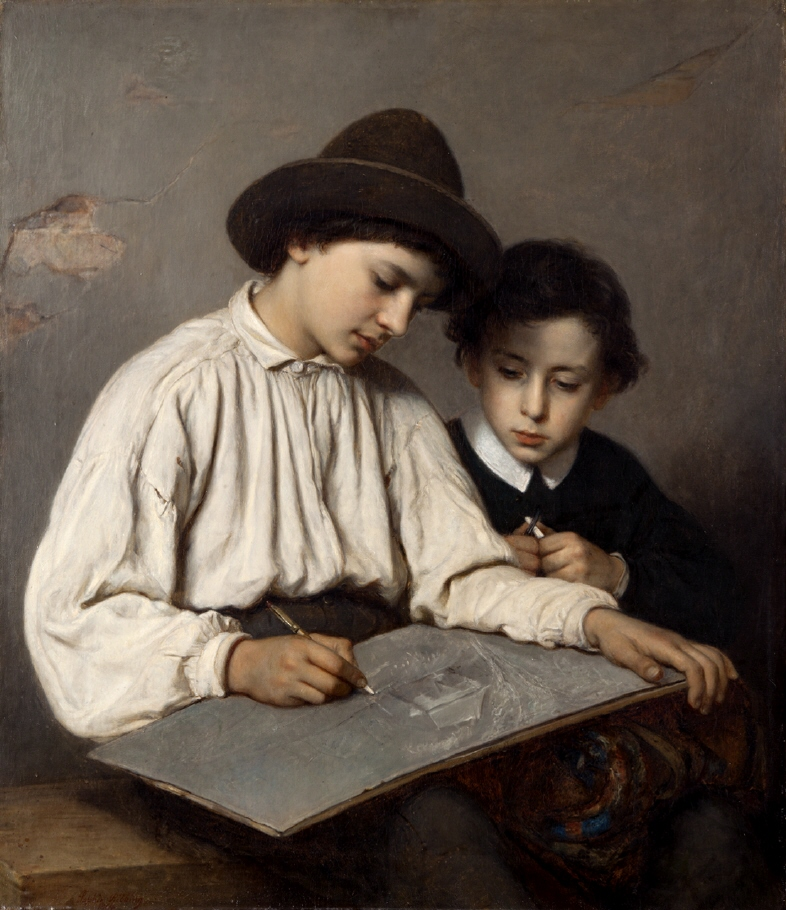
Ritande gossar, 1864

Sofie Amalia Ribbing, född 6 mars 1835 i Adelöv,  död 7 december 1894 i Kristiania, var en svensk målare.
Hon var dotter till häradshövdingen Per Arvid Ribbing och Carolina Augusta Ehrencrona. Ribbing utbildade sig från 1850 i Stockholm och på 1860-talet i Düsseldorf för Karl Ferdinand Sohn, i Paris för Jean-Baptiste-Ange Tissier och i Bryssel för Louis Gallait. Hon var länge bosatt i London och därefter i Rom under 1870-talet tillsammans med målaren Agnes Börjesson. 
Sofie Ribbing målade genremotiv, såsom Ritande gossar (1864), Den öfvergivna (1869), båda i Göteborgs konstmuseum, Neapolitanska tiggarbarn och Fågelboet. Hon målade även porträtt. Ett självporträtt finns i Uffizierna i Florens, och ett porträtt och ett studiehuvud finns i Nasjonalgalleriet i Oslo och hon är representerad med målningar vid Nationalmuseum i Stockholm, Göteborgs konstmuseum och Frederiksborgs slott.
Hon deltog ofta i Konstakademiens utställningar i Stockholm, i Köpenhamn 1872 och 1888 och på Royal Academy i London.